# Kılıçdoğan, Gürün
Kılıçdoğan là một xã thuộc huyện Gürün, tỉnh Sivas, Thổ Nhĩ Kỳ. Dân số thời điểm năm 2011 là 128 người.